# Eliés (Zante)
Eliés (grec moderne : Ελιές) est une localité située dans le dème de Zante, dans le district régional de Zante, dans la périphérie des Îles Ioniennes, en Grèce.
Selon le recensement de 2021, elle compte 5 habitants.